# Mouloud
Mouloud (arabisch مولود, DMG Mawlūd) ist ein arabischer männlicher Vorname mit der Bedeutung „der Neugeborene“, der insbesondere in Algerien gebräuchlich ist. Eine verwandte Form des Namens im Türkischen ist Mevlüt.

## Namensträger
- Mouloud Achour (1944–2020), algerischer Schriftsteller
- Mouloud Feraoun (1913–1962), algerischer Schriftsteller
- Mouloud Hamrouche (* 1943), algerischer Politiker
- Mouloud Mammeri (1917–1989), algerisch-kabylischer Schriftsteller, Anthropologe und Sprachwissenschaftler

## Weiteres
- Mouloud (Dschibuti), Ort in der Region Dikhil im Südwesten Dschibutis